# 松平康起
松平 康起（まつだいら やすおき）は、江戸時代前期の旗本。

## 経歴
松平康紀の長男として生まれ、延宝8年（1680年）12月25日に家督を継ぐ。天和元年（1681年）2月26日に書院番士となる。元禄5年（1692年）4月14日、45歳で死去。

## 系譜
- 父：松平康紀
- 母：宮崎宮内の娘
- 正室：最上義智の娘
- 養子：松平康等 - 実弟